# アグロドルチェ

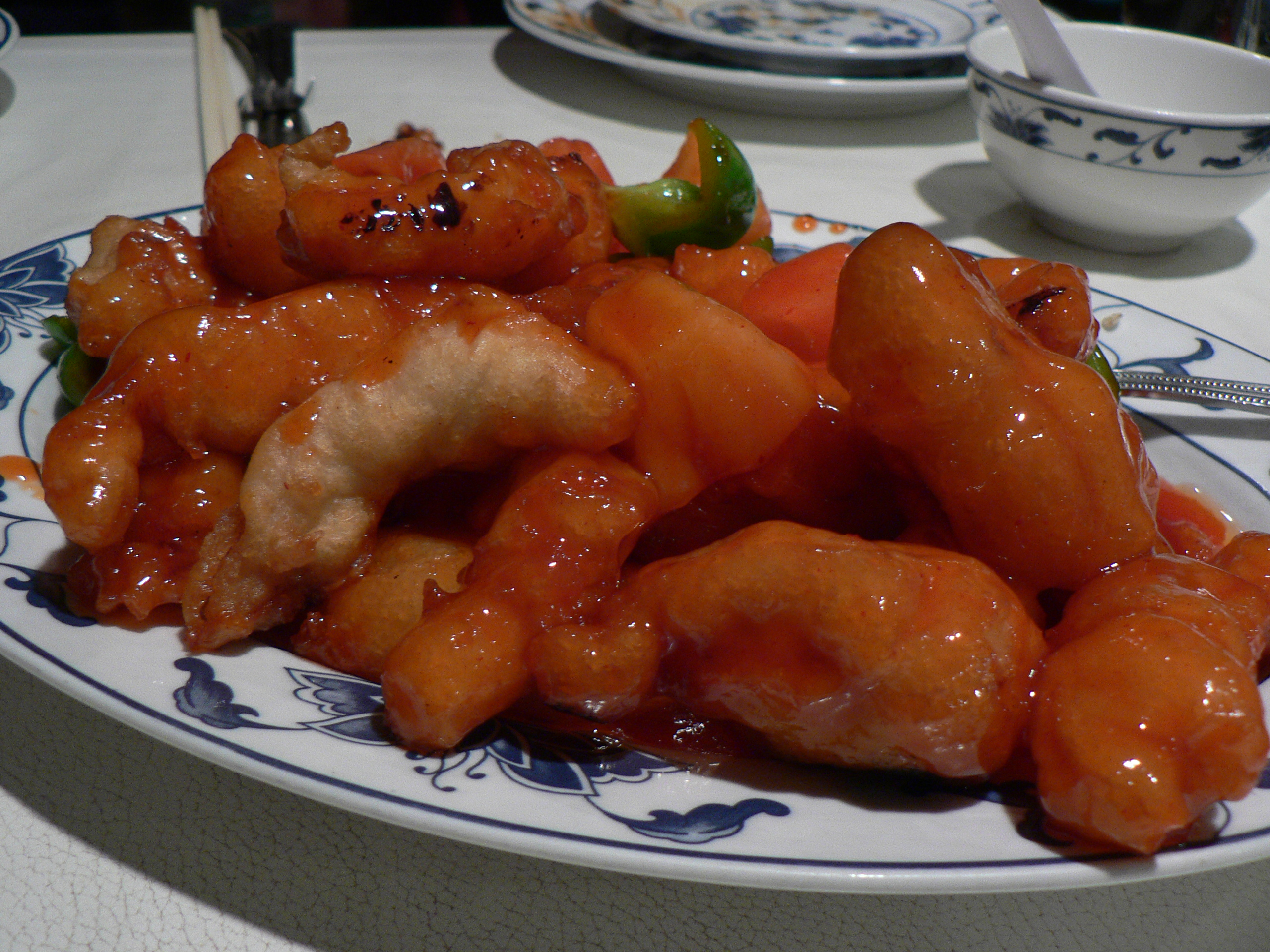
鶏肉のアグロドルチェ

アグロドルチェ（イタリア語: agrodolce）は、イタリア・シチリア島の調理法。肉類、魚介類、野菜など様々なものがアグロドルチェとして調理される。
日本でいうところの甘酢漬け、甘酢炒め、南蛮漬け、ピクルスのイメージに近い。

## 概要
イタリア語で「アグロ」は「酸っぱい」を意味し、「ドルチェ」は「甘い」を意味するため、酢と砂糖を使った甘酢料理のことを指す。イタリア料理で砂糖を用いる料理は一般的ではないが、シチリア島では伝統的な調理法である。
中国では「甘酸っぱい」を「糖醋（）」と呼び、人類に共通して受け入れられる味だと考えられている。酸味には疲労回復効果があるとされ、ミネラルの吸収を高めると共に減塩にも役立つことから、注目されている。
アグロドルチェに使用されている酢は、イタリアで広く用いられているバルサミコ酢が使用される。バルサミコ酢、塩、胡椒、ハチミツや砂糖を使うのが基本であり、やや甘めに仕上げる。野菜のアグロドルチェにはカボチャ、ナス、ピーマン、ズッキーニなど様々なものが使用される。
作り方もいくつかあり、食材を素揚げにしてから漬け込む方法と、素揚げにしてから煮込んでいく方法とがある。なお、バルサミコ酢は加熱することで、甘みが増し、香りもより芳醇となる。

## 歴史
アグロドルチェは、中国を発祥とし、アラブ人によってヨーロッパに伝わったという説がある。中華料理の「鶏肉の甘酢炒め」はシチリア島でも人気が高く、アグロドルチェとして認識されている。

## 代表的な料理

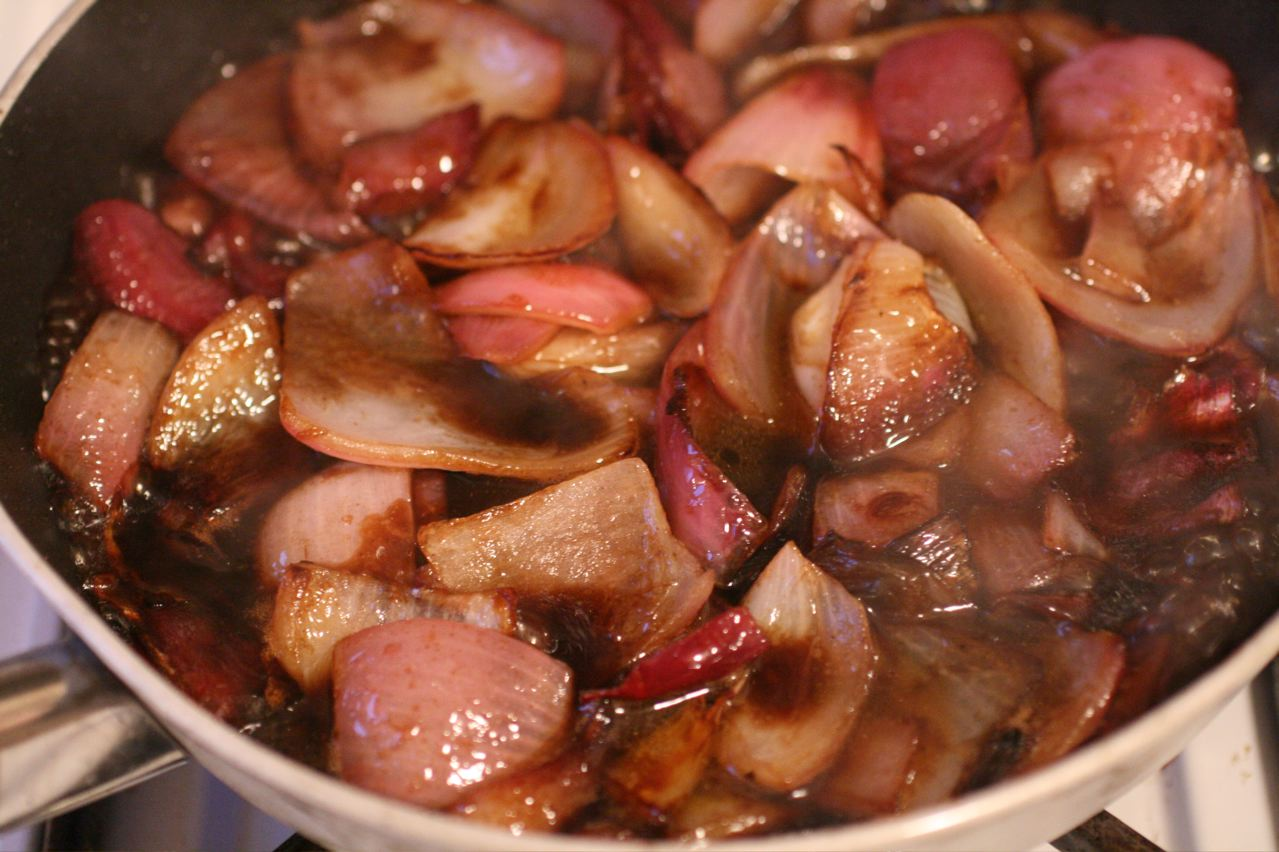
タマネギのアグロドルチェ

様々な料理がアグロドルチェとして作られるが、シチリア島北部では黒っぽい料理、南部では白っぽい料理が多い。
- カポナータ - 日本で知られるカポナータよりも、シチリア島では酢を利かせる[1]。また、同じシチリア島内でも地域によって使用する材料が微妙に変わり、それぞれの地方名を冠する[1]。
- タマネギのアグロドルチェ - 作り置きされることも多く、パンに乗せたり、肉料理の添え物として利用されるほか、パスタと和えても使用される[5]。